# John Saw Gawdy
John Saw Gawdy (ur. 21 października 1955 w Domapholi) – mjanmański (birmański) duchowny katolicki, biskup koadiutor Taungngu od 2020.

## Życiorys

### Prezbiterat
Święcenia kapłańskie otrzymał 9 kwietnia 1983 i został inkardynowany do diecezji Toungoo (późniejszej diecezji Taungngu). Pracował głównie w seminariach w Pyin Oo Lwin, Leiktho i Loikaw. W latach 2007–2016 był wikariuszem generalnym diecezji.

### Episkopat
29 czerwca 2020 papież Franciszek mianował go biskupem koadiutorem Taungngu. Sakry biskupiej udzielił mu 29 listopada 2020 kardynał Charles Maung Bo.